# Wasserkraftwerk La Tasajera
Das Wasserkraftwerk La Tasajera (span. Central hidroeléctrica La Tasajera) befindet sich 25 km nordöstlich der Großstadt Medellín im zentralen Norden Kolumbiens im Departamento de Antioquia.
Das Kavernenkraftwerk befindet sich in der kolumbianischen Zentralkordillere am Nordhang des Flusstals des Río Medellín, dem Valle de Aburrá. Das im Jahr 1993 in Betrieb genommene Kraftwerk verfügt über drei Einheiten mit jeweils einer vertikal gerichteten 102 MW-Pelton-Turbine mit 4 Düsen. Das Kraftwerk wird vom Stausee Riogrande II, welcher am Fluss Río Grande liegt, mit Wasser versorgt. Dieses gelangt über eine etwa 7 km lange Rohrleitung zum Kraftwerk. Die Brutto-Fallhöhe beträgt 933 m. Die Ausbauwassermenge liegt bei 13,25 m³/s pro Einheit. Unterhalb des Kraftwerks wird das Wasser in den Fluss Rìo Medellín geleitet.